# Greigia rohwederi
Greigia rohwederi är en gräsväxtart som beskrevs av Lyman Bradford Smith. Greigia rohwederi ingår i släktet Greigia och familjen Bromeliaceae. Inga underarter finns listade i Catalogue of Life.